# Гарлі-стріт
Гарлі-стріт (англ. Harley Street) — вулиця  Мерілебон, Вестмінстер, Лондон, Велика Британія, що має популярність з XIX століття через багатьох фахівців різних галузей медицини, що влаштувалися там.

## Історія
З XIX століття почався активний ріст кількості медичних практик, приймалень лікарів та хірургів, аптек, приватних клінік та інших медичних закладів, які розташовувались на Гарлі-стріт і прилеглій окрузі. В 1852 році тут влаштувався відомий лікар Вільям Дженнер. В 1853 році відкрилася одна з перших лікарень Establishment for sick Gentlewomen під орудою Флоренс Найтінгейл.
За даними 1860 року на Гарлі-стріт налічувалося лише 20 лікарів, до 1900 року їх кількість збільшилася в 4 рази. До 1914 року кількість лікарів зросла до 200. досягли успіху тут медики, даючи схвальні рекомендації своїм колегам, поступово створювали репутацію Гарлі-стріт як одного зі столичних центрів медицини.
Коли в 1948 році була заснована Національна служба охорони здоров'я Великої Британії, на Гарлі-стріт працювали близько 1500 осіб. На початку XXI століття в цьому престижному районі понад 3000 осіб зайняті у галузі медицини.
Вважається, що наплив лікарів на Гарлі-стріт був обумовлений спорудженням нових просторих будівель у другій половині XIX ст. Цьому сприяло і близькість центральних залізничних вокзалів: Паддінгтон, Юстон, Кінгс-Крос та Сент-Панкрас.
B 1873 році Medical Society of London теж переїхало в цей район, розташувавшись в одному з особняків Lettsom House на Чандос-стріт.
Околиці Гарлі-стріт належать родині де Вальден і є під орудою фірми de Walden Estate. Де Вальдни успадкували район у своє володіння  1715 році, після того, як Едвард Гарлі, 2-й граф Оксфорд і граф Мортімер, розпочав розбудовувати квартал Кевендіш-сквер і прилеглі до нього вулиці.
На Гарлі-стріт проживали багато відомих людей, такі як вікторіанський прем'єр-міністр Вільям Гладстон, живописець Вільям Тернер і логопед Лайонел Лог.
На початок ХХІ сторіччя в районі Гарлі-стріт зосереджені в основному приватні клініки преміум-класу (найбільші: Лондон-клінік, Гарлі-стріт-клінік і Принцес Грейс-госпітал), а також пластичні хірургії та стоматологічні практики.